# Celeste Barber
Pour les articles homonymes, voir Barber.
Celeste Barber (née le 6 mai 1982) est une comédienne, autrice, animatrice de podcasts et vidéaste australienne.

## Jeunesse
Née et élevée en Australie, elle grandit dans la ville de Sydney. Elle a une sœur dont elle est très proche. Elle fréquente le Collège Saint Joseph, Tweed Heads. 
Au début des années 2000, elle suit des cours de théâtre à Nepean, Sydney.

## Carrière

### Actorat
Celeste Barber apparait dans diverses émissions de télévision, ainsi que dans la série récompensée All Saints pour son rôle d'ambulancière Bree Matthews et pour ses rôles dans Office Correctness et How Not to Behave,. Elle est scénariste et interprète sur l'émission The Matty Johns Show. Elle joue dans le film Burke & Wills, finaliste au festival du film Tribeca 2006. Elle est invitée dans l'émission Have You Been Paying Attention? et sur Studio 10.

### Comédie
Bien qu'elle ait une formation théâtrale, elle s'oriente vers la comédie. Elle déclare: «On m'a toujours dit que j'étais drôle mais j'ai toujours pensé que drôle était stupide. Je pensais que faire rire signifiait faire l'idiote. Mais j'ai compris depuis que ce n'est pas le cas, et qu'être drôle est la meilleure des choses et c'est ce que j'aime ... Mon défunt ami Mark Priestley, qui a travaillé sur All Saints avec moi, disait « C'est ton créneau », et il m'a aidé à me concentrer là-dessus». 
En 2015, elle est finaliste au MICF Raw Comedy et affiche complet sur ses spectacles aux festivals Sydney Comedy et au Fringe Festival d’Édimbourg. 

### Instagram
Début janvier 2015, elle commence à publier sur son Instagram des vidéos et des photos parodiques de femmes célèbres, notamment mannequins, dans des poses lascives. L'idée lui est venue après que sa sœur et elle aient commencé à plaisanter par texto sur la manières dont les femmes se comportent quotidiennement et sur la manière dont elles sont représentées dans ces photos et vidéos promotionnelles,. Ces vidéos la font connaître mondialement. Le magazine Marie-Claire écrit en 2016 : 

« Si l'idée n'est pas neuve, les tentatives d'imitations de Celeste Barber sont hilarantes, décomplexantes et rappellent avec humour l'absurdité exhibo-narcissique des célébrités ou des top-models… »

Son compte rassemble 422 000 abonnés la même année.
En septembre 2018, elle est présente dans des vidéos humoristiques publiées par Tom Ford, styliste et réalisateur américain. Les trois vidéos, publiées sur les comptes Instagram respectifs de Barber et Ford, montrent Ford apprenant à Barber à marcher dans ses émissions, tandis qu'elle tente de voler quelques vêtements en les rentrant dans son sac. La vidéo est diffusée lors de l'after party du défilé Ford, ouvrant la New York Fashion Week. Une autre vidéo montre Ford et Barber en train de s'embrasser vigoureusement dans un terminal d'aéroport. 
Ses parodies ont « lancé un mouvement d'acceptation de soi sur les réseaux sociaux », même si elle déclare ne pas avoir pensé ses vidéos comme un message « body positive »,. Elle cumule 1,7 million de followers sur Instagram en 2017 et a reçu un trophée WhoHaha.

### Écriture
Celeste Barber publie son premier livre Celeste Barber - Challenge Accepted en septembre 2018, clin d’œil aux photos et vidéos qui l'ont fait connaître sur Instagram. Elle le décrit comme "253 étapes pour devenir une anti it girl". 
Son deuxième livre est un livre pour enfants intitulé Celeste la girafe qui aime rire publié en octobre 2019.

### Levée de fonds
Au cours de la saison dévastatrice des feux de brousse australiens 2019-2020, elle lance un appel de collecte de fonds dans le but de collecter 15 000 dollars australiens pour le fonds de donation RFS Brigades du service d'incendie rural de la Nouvelle-Galles du Sud. La collecte de fonds permet de collecter plus de 50 millions de dollars australiens, ce qui en fait la plus importante jamais organisée sur Facebook. Après que l'argent a été collecté, elle apprend que le fond RFS est légalement limité à la formation, aux ressources et à l'équipement, et ne peut pas être redirigé vers les communautés ou les bénévoles. L'équipe juridique de RFS et Celeste Barber ont travaillé avec les tribunaux sur les moyens de décaisser les fonds plus largement. En mai, la Cour suprême décide que les fonds ne peuvent pas aller à d'autres organismes de bienfaisance.

### Autre travail
Elle a lancé son propre podcast en avril 2019 intitulé Celeste and her best, elle y invite notamment Lisa Rinna, Jameela Jamil, Busy Philipps, Cindy Crawford,. 

## Vie privée
Celeste Barber vit à Sydney avec son mari Api Robin et leurs deux fils. Elle est également la belle-mère de deux filles.

## Filmographie

### Film
- 2006 : Burke et Wills de Graeme Clifford : Jackie

### Télévision
- 2005-2009 : All Saints créé par Bevan Lee : Bree Matthews
- 2010 : Home & Away de Alan Bateman : Journaliste (un épisode) et Megan (un épisode)
- 2012 : Office Correctness : websérie de Craig Anderson : Michelle
- 2015 : Wonderland de Jo Porter et Sarah Walker : Celebrant (un épisode)
- 2015 : How not to behave de Gretel Killeen and Matt Okine
- 2016 - 2019 : The Letdown de Sarah Scheller et Alison Bell : Barbara
- 2023 : Wellmania (sur Netflix) 1 saison de 8 épisodes de  Benjamin Law et Brigid Delaney : Olivia "Liv" Healy